# 茅景容
茅景容，江蘇省通州直隸州泰興縣人，清朝政治人物、進士出身。
光緒二年（1876年），參加丙子恩科會試，得貢士第3名。殿試登進士二甲第25名。同年五月（6月3日），改庶吉士。光緒三年四月（1877年6月9日），散館，授翰林院編修。